# Социал-демократическая партия Азербайджана
Социал-демократическая партия Азербайджана (СДПА, азерб. Azerbaycan Sosial-Demokrat Partiyası) берёт начало с «Клуба друзей Вилли Брандта», организованного в начале 70-х гг. прошлого столетия. Эта группа была создана студентами юридического факультета и факультета востоковедения Азербайджанского государственного университета. Официальной целью группы была пропаганда восточной политики тогдашнего канцлера Германии Вилли Брандта, а в действительности изучались истоки социал-демократии, группа имела социал-демократическое направление.
Первые митинги в Баку 16—18 мая 1988 г. были организованы Социал-демократической группой, цель митингов — справедливое решение проблемы Нагорного Карабаха и демократизация страны. 10 декабря 1989 г. группа объявила себя политической партией. Это была первая политическая партия, созданная в современном Азербайджане. 27 июня 1990 г. она прошла регистрацию в Министерстве юстиции Азербайджанской Республики и таким образом стала первой официально зарегистрированной политической партией (кроме КПСС) в СССР.
В выборах в Верховный Совет Азербайджана в 1990 г. три кандидата СДПА победили, но их результаты были отменены. В 1991 г. председатель СДПА Араз Ализаде был избран в Верховный Совет Азербайджана, в том же году он вошёл в Совет Обороны Азербайджанской Республики.
В 1990 г. А. Ализаде участвовал в работе Международной конференции в Праге «Мирный путь к демократии». В 1991 г. СДПА была приглашена в качестве гостя на Конференцию Социалистического Интернационала, который проходил в Стамбуле (Турция). С тех пор СДПА активный член Социнтерна, в настоящее время является полноправным членом данной организации.
Со дня создания СДПА её председателем является Араз Ализаде. В 1995 г. в СДПА создан институт сопредседателей. В 1995—2000 гг. сопредседателем СДПА был Зардушт Ализаде, с 2003 г. — первый президент Азербайджана Аяз Муталибов.
XI съезд СДПА прошёл 27 сентября 2008 года, который избрал двух сопредседателей, восемь заместителей и 24 членов ЦК.
Последний (XII) съезд прошёл 30 июня 2012 года, на нём Аяз Муталибов, вернувшийся в Азербайджан в соответствии с новым законом об экс-президентах, объявил о своём уходе из партии и политики. Также на съезде было обсуждено участие партии в президентских выборах.
На парламентских выборах в ноябре 2015 г. Араз Ализаде был избран в Милли Меджлис (Национальное Собрание) Азербайджана.
4 апреля 2023 года, после принятия в Азербайджане нового закона «О политических партиях» и смерти председателя партии Араза Ализаде , партия объявила о своем роспуске